# Primera Federación 2022/23
Die Saison 2022/23 war die zweite Ausgabe der Primera Federación, der dritten spanischen Liga. Sie begann am 27. August 2022 und endete am 28. Mai 2023. Die Play-Offs wurden anschließend zwischen dem 4. und 25. Juni ausgetragen.

## Modus
Es nahmen 40 Vereine teil, aufgeteilt in zwei Gruppen zu je zwanzig Mannschaften, entsprechend den Kriterien der geografischen Nähe der vorangegangenen Saison, die wie folgt gegenüber der Vorsaison geändert wurden:
Die Mannschaften aus dem Baskenland, Navarra, La Rioja und der Provinz Soria (Kastilien und León) wechselten von der Gruppe A in Gruppe B. Die Mannschaften aus Madrid, der Provinz Albacete (Kastilien-La Mancha), Andalusien, den Kanarischen Inseln, Ceuta, Melilla und den Gebieten ohne Selbstregierung wechselten von der Gruppe B in Gruppe A.
Am Ende der Meisterschaft stiegen die jeweiligen Meister der beiden Gruppen direkt in die zweite spanische Liga auf und die Zweit- bis Fünftplatzierten spielten in einer einfachen Playoff-Runde zwei weitere Aufsteiger aus.
Die letzten fünf aus jeder Gruppe stiegen in die viertklassige Segunda Federación ab.

## Teilnehmende Mannschaften
Die 40 Teams setzten sich aus den vier Absteigern der Segunda División 2021/22 (SD Amorebieta, Real Sociedad B, CF Fuenlabrada und AD Alcorcón), den 26 verbliebenen Teams aus der Vorsaison, sowie den zehn Aufsteigern aus der Segunda Federación 2021/22 (AD Merida, AD Ceuta, Pontevedra CF, CD Eldense, Real Murcia, CA Osasuna, CF Intercity, CD Numancia und CF La Nucia) zusammen.

## Abschlusstabellen

### Gruppe A
| Pl. | Verein                        | Sp. | S  | U  | N  | Tore    | Diff. | Punkte | Anm.                                                                |
| --- | ----------------------------- | --- | -- | -- | -- | ------- | ----- | ------ | ------------------------------------------------------------------- |
| 1.  | Racing Ferrol                 | 38  | 22 | 9  | 7  | 055:250 | +30   | 75     | Aufstieg in die Segunda División, Teilnahme am Copa del Rey 2023/24 |
| 2.  | AD Alcorcón (A)               | 38  | 21 | 11 | 6  | 053:230 | +30   | 74     | Qualifikation für die Aufstiegs-Playoffs, Teilnahme am Copa del Rey |
| 3.  | Real Madrid Castilla          | 38  | 19 | 12 | 7  | 058:380 | +20   | 69     | Qualifikation für die Aufstiegs-Playoffs                            |
| 4.  | Deportivo La Coruña           | 38  | 18 | 13 | 7  | 053:290 | +24   | 67     | Qualifikation für die Aufstiegs-Playoffs, Teilnahme am Copa del Rey |
| 5.  | Celta Vigo B                  | 38  | 16 | 11 | 11 | 048:380 | +10   | 59     | Qualifikation für die Aufstiegs-Playoffs                            |
| 6.  | Linares Deportivo             | 38  | 17 | 8  | 13 | 053:530 | ±0    | 59     | Teilnahme am Copa del Rey                                           |
| 7.  | Unionistas Salamanca          | 38  | 15 | 11 | 12 | 038:400 | −2    | 56     | Teilnahme am Copa del Rey                                           |
| 8.  | AD Merida (N)                 | 38  | 14 | 12 | 12 | 040:370 | +3    | 54     |                                                                     |
| 9.  | FC Córdoba (N)                | 38  | 14 | 12 | 12 | 048:370 | +11   | 54     |                                                                     |
| 10. | Cultural Leonesa              | 38  | 13 | 9  | 16 | 041:430 | −2    | 48     |                                                                     |
| 11. | CF Fuenlabrada (A)            | 38  | 13 | 7  | 18 | 032:510 | −19   | 46     |                                                                     |
| 12. | AD Ceuta (N)                  | 38  | 12 | 9  | 17 | 053:520 | +1    | 45     |                                                                     |
| 13. | CD San Fernando               | 38  | 11 | 12 | 15 | 046:500 | −4    | 45     |                                                                     |
| 14. | Rayo Majadahonda              | 38  | 12 | 9  | 17 | 042:510 | −9    | 45     |                                                                     |
| 15. | CF Algeciras                  | 38  | 11 | 11 | 16 | 036:470 | −11   | 44     |                                                                     |
| 16. | CD Badajoz                    | 38  | 11 | 10 | 17 | 035:520 | −17   | 43     | Abstieg Segunda Federación                                          |
| 17. | UD San Sebastian de los Reyes | 38  | 11 | 10 | 17 | 030:460 | −16   | 43     | Abstieg Segunda Federación                                          |
| 18. | RB Linense                    | 38  | 10 | 12 | 16 | 031:340 | −3    | 42     | Abstieg Segunda Federación                                          |
| 19. | CF Pontevedra (N)             | 38  | 9  | 9  | 20 | 034:530 | −19   | 36     | Abstieg Segunda Federación                                          |
| 20. | CF Talavera                   | 38  | 8  | 9  | 21 | 036:630 | −27   | 33     | Abstieg Segunda Federación                                          |

(A) Absteiger aus der Segunda División 2021/22
(N) Aufsteiger aus der Segunda Federación 2021/22
Quelle

### Gruppe B
| Pl. | Verein                            | Sp. | S  | U  | N  | Tore    | Diff. | Punkte | Anm.                                                                |
| --- | --------------------------------- | --- | -- | -- | -- | ------- | ----- | ------ | ------------------------------------------------------------------- |
| 1.  | SD Amorebieta (A)                 | 38  | 19 | 12 | 7  | 048:290 | +19   | 69     | Aufstieg in die Segunda División, Teilnahme am Copa del Rey 2023/24 |
| 2.  | CD Eldense (N)                    | 38  | 19 | 12 | 7  | 050:280 | +22   | 69     | Qualifikation für die Aufstiegs-Playoffs, Teilnahme am Copa del Rey |
| 3.  | CD Castellón                      | 38  | 16 | 14 | 8  | 046:320 | +14   | 62     | Qualifikation für die Aufstiegs-Playoffs, Teilnahme am Copa del Rey |
| 4.  | FC Barcelona Atlètic              | 38  | 16 | 13 | 9  | 045:380 | +7    | 61     | Qualifikation für die Aufstiegs-Playoffs                            |
| 5.  | Real Sociedad San Sebastian B (A) | 38  | 14 | 18 | 6  | 050:340 | +16   | 60     | Qualifikation für die Aufstiegs-Playoffs                            |
| 6.  | Real Murcia (N)                   | 38  | 14 | 14 | 10 | 049:330 | +16   | 56     | Teilnahme am Copa del Rey                                           |
| 7.  | CA Osasuna B (N)                  | 38  | 15 | 8  | 15 | 051:450 | +6    | 53     |                                                                     |
| 8.  | Gimnàstic de Tarragona            | 38  | 14 | 11 | 13 | 037:430 | −6    | 53     | Teilnahme am Copa del Rey                                           |
| 9.  | CD Logroñés                       | 38  | 13 | 12 | 13 | 040:430 | −3    | 51     |                                                                     |
| 10. | CE Sabadell                       | 38  | 13 | 11 | 14 | 042:430 | −1    | 50     |                                                                     |
| 11. | UE Cornellà                       | 38  | 12 | 13 | 13 | 034:420 | −8    | 49     |                                                                     |
| 12. | CF Intercity (N)                  | 38  | 12 | 13 | 13 | 045:440 | +1    | 49     |                                                                     |
| 13. | Real Unión Irún                   | 38  | 13 | 9  | 16 | 039:480 | −9    | 48     |                                                                     |
| 14. | CD Alcoyano                       | 38  | 11 | 14 | 13 | 036:410 | −5    | 47     |                                                                     |
| 15. | Atlético Baleares                 | 38  | 11 | 14 | 13 | 044:460 | −2    | 47     |                                                                     |
| 16. | CD Numancia (N)                   | 38  | 11 | 13 | 14 | 031:360 | −5    | 46     | Abstieg Segunda Federación                                          |
| 17. | CF La Nucia (N)                   | 38  | 9  | 19 | 10 | 039:450 | −6    | 46     | Abstieg Segunda Federación                                          |
| 18. | UD Logroñés                       | 38  | 7  | 15 | 16 | 025:330 | −8    | 36     | Abstieg Segunda Federación                                          |
| 19. | CD Calahorra                      | 38  | 7  | 12 | 19 | 031:520 | −21   | 33     | Abstieg Segunda Federación                                          |
| 20. | Athletic Bilbao B                 | 38  | 5  | 11 | 22 | 027:540 | −27   | 26     | Abstieg Segunda Federación                                          |

(A) Absteiger aus der Segunda División 2021/22
(N) Aufsteiger aus der Segunda Federación 2021/22
Quelle

## Meisterschafts-Finalspiele
| Datum         | Heim          | Gast          | Hinspiel  |
| ------------- | ------------- | ------------- | --------- |
| 3. Juni 2023  | SD Amorebieta | Racing Ferrol | 3:0 (2:0) |
| 10. Juni 2023 | Racing Ferrol | SD Amorebieta | 2:0 (0:0) |

Sieger: SD Amorebieta

## Play-Offs

### Modus
Die Teams auf den Plätzen zwei bis fünf in jeder der beiden Gruppen qualifizieren sich für die Aufstiegs-Play-offs, in denen die letzten beiden Aufstiegsplätze ermittelt werden. Die acht qualifizierten Teams werden in zwei feste Gruppen eingeteilt, in denen sich jeweils die Zweit- und Viertplatzierten der einen Gruppe und die Dritt- und Fünftplatzierten der anderen Gruppe befinden. Alle Begegnungen bestehen aus einer zweibeinigen K.-o.-Serie. Bei Unentschieden wird eine Verlängerung gespielt; Wenn das Spiel nach der Verlängerung immer noch unentschieden ist, wird die Mannschaft, die in der regulären Saison ein höheres Ergebnis erzielt hat, zum Sieger erklärt.

### Halbfinal-Spiele
|       |     |                               | Gesamt |     |                      | Hinspiel  | Rückspiel            |
| ----- | --- | ----------------------------- | ------ | --- | -------------------- | --------- | -------------------- |
| HF1/1 | A-2 | Real Sociedad San Sebastian B | 2:3    | B-5 | AD Alcorcón          | 1:2 (0:1) | 1:1 (0:0)            |
| HF1/2 | B-3 | CD Castellón                  | 4:4    | A-4 | Deportivo La Coruña  | 1:0 (0:0) | 3:4 n. V. (2:3, 1:2) |
| HF2/1 | A-5 | Celta Vigo B                  | 3:4    | B-2 | CD Eldense           | 3:2 (2:1) | 0:2 (0:0)            |
| HF2/2 | B-4 | FC Barcelona Atlètic          | 4:5    | A-3 | Real Madrid Castilla | 4:2 (2:1) | 0:3 (0:1)            |

Quelle

### Final-Spiele
|    |                      | Gesamt |             | Hinspiel  | Rückspiel            |
| -- | -------------------- | ------ | ----------- | --------- | -------------------- |
| F1 | CD Castellón         | 1:2    | AD Alcorcón | 0:0 (0:0) | 1:2 (1:0)            |
| F2 | Real Madrid Castilla | 4:4    | CD Eldense  | 1:1 (0:1) | 3:3 n. V. (1:2; 2:2) |

Quelle

## Zusammenfassung
Offizielle Meister der dritten spanischen Liga wurde SD Amorebieta.
Aufsteiger zur Segunda División 2023/24: SD Amorebieta, Racing Ferrol, AD Alcorcón, CD Eldense.
Absteiger in die Segunda Federación 2023/24: CD Badajoz, CD Numancia, CF La Nucia, UD San Sebastian de los Reyes, UD Logroñés, RB Linense, CF Pontevedra, CD Calahorra, CF Talavera, Athletic Bilbao B